# 마리아 테레지아 탈러

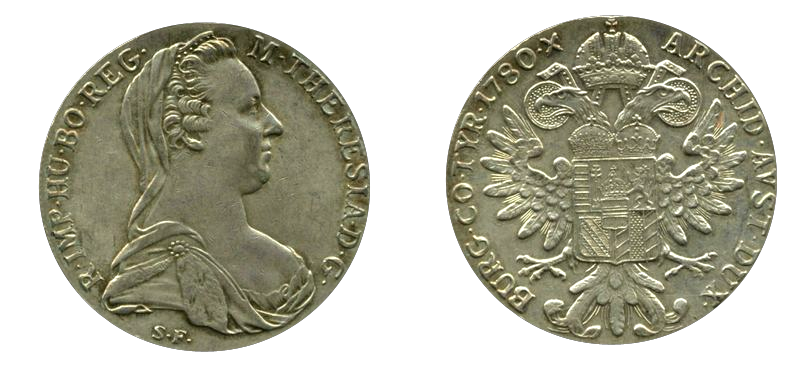
런던 발행 마리아 테레지아 탈러

마리아 테레지아 탈러(영어: Maria Theresa thaler)는 지금형 은화로, 1741년에 처음으로 발행되기 시작한 뒤로 국제 무역에서 널리 쓰였다. 이름은 1740년부터 1780년까지 오스트리아의 군주이자 헝가리의 군주, 보헤미아의 군주였던 마리아 테레지아로부터 유래됐다.
1780년부터 마리아 테레지아 탈러는 모두 1780년에 발행된 것으로 표기됐다. 1857년 9월 19일에 프란츠 요제프 1세는 마리아 테레지아 탈러를 공식 무역 동전으로 쓸 것을 선언했으나 1858년 10월 31일 오스트리아에서 화폐의 지위를 잃었다.
마리아 테레지아 탈러는 아랍권에서도 쓰였으며 특히 사우디아라비아와 예멘, 무스카트 오만 술탄국 및 에티오피아, 인도에서도 쓰였다. 제2차 세계 대전이 일어나는 동안 일본이 네덜란드령 동인도를 점령했을 때 현지 주민들은 일본군 군표보다 마리아 테레지아 탈러를 더 선호했고, 미국 전략사무국은 현지 저항군들이 쓸 목적으로 마리아 테레지아 탈러를 위조했다.

## 세부사항
마리아 테레지아 탈러는 지름이 39.5~41mm이며 두께는 2.5mm이고, 무게는 28.0668g이며 순은 23.3890g (0.752 트로이 온스)이 포함돼 있다. 은 함량은 83.3%이며 구리 16.6%가 포함돼 있다. 로마 조폐창에서 발행된 마리아 테레지아 탈러는 더 가벼우며 은 함량은 83.5%이다.
마리아 테레지아 탈러의 앞면에는 라틴어로 "M. THERESIA D. G. R. IMP. HU. BO. REG."(Maria Theresia, Dei Gratia Romanorum Imperatrix, Hungariae Bohemiaeque Regina), 뒷면에는 "ARCHID. AVST. DUX BURG. CO. TYR. 1780 X"(Archidux Austriae, Dux Burgundiae, Comes Tyrolis. 1780 X)라고 적혀있는데 각각 "마리아 테레지아, 하느님의 은총으로, 로마의 여제, 헝가리와 보헤미아의 여왕, 오스트리아의 여대공", "부르고뉴의 공작, 티롤의 여백작, 1780년"을 뜻하며, X는 성 안드레아 십자를 뜻하고 1750년에 더해졌다. 동전의 테두리에는 "Justitia et Clementia"라고 적혀있는데 "정의와 관용"을 뜻한다.
오늘날에는 오스트리아 조폐국이 발행하고 있다.

## 오스트리아 밖에서의 발행
마리아 테레지아 탈러는 무역에서 쓰이는 동전의 표준이 됐으며 몇몇 나라에서 마리아 테레지아 탈러를 발행하기 시작했다. 합스부르크 군주국의 귄츠부르크와 할인티롤, 카를스부르크, 크렘니차, 밀라노, 프라하, 빈뿐만 아니라 버밍엄과 봄베이, 브뤼셀, 런던, 파리, 로마, 위트레흐트에서도 발행했으며, 1751년부터 2000년까지 약 3억 8천 9백만 개가 발행됐다. 이 다양한 조폐창들은 도안을 조금씩 다르게 만들어서 다른 조폐창에서 만든 마리아 테레지아 탈러와 구분했다.
마리아 테레지아 탈러는 제2차 세계 대전이 끝난 뒤에도 아프리카의 여러 곳에서 화폐로 쓰였다. 북아프리카와 소말리아, 에티오피아, 케냐, 탄자니아, 모잠비크 등에서 흔히 쓰였으며 홍해 지역에서는 인기가 높아 상인들은 마리아 테레지아 탈러가 아닌 화폐는 받지 않았다. 이탈리아 정부는 마리아 테레지아 탈러와 비슷한 동전을 만들어 이를 대체하려 했으나 실패했다. 마리아 테레지아 탈러는 또한 헤자즈 왕국과 예멘, 아덴 식민지, 무스카트 오만 술탄국에서도 화폐로 쓰였다.

### 에티오피아

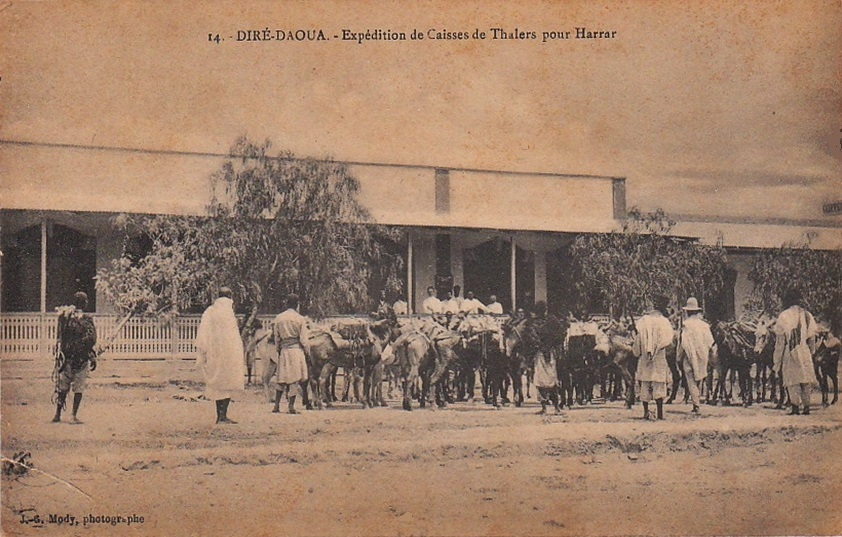
1910년경 에티오피아 디레다와에서 마리아 테레지아 탈러 상자를 운송하는 모습

마리아 테레지아 탈러는 에티오피아의 이야수 2세의 재위 기간인 1730년부터 1755년 사이에 처음으로 에티오피아에서 유통되기 시작했다. 1890년에 이탈리아는 에리트레아 식민지에서 에티오피아와의 무역에서 쓰고자 마리아 테레지아를 모방해 탈레로 에리트레오(Tallero Eritreo)를 도입했으나 실패했다. 1900년대 초반에 메넬리크 2세는 마리아 테레지아 탈러를 본따 메넬리크 탈러(Menelik thaler)를 발행하려 했으나 실패했다. 1935년에는 이탈리아가 에티오피아를 점령할 때 쓰고자 로마의 조폐창에서 마리아 테레지아 탈러를 발행했으며, 제2차 세계 대전 동안에는 영국이 에티오피아에서 이탈리아를 몰아낼 때 쓰고자 봄베이의 조폐창에서 마리아 테레지아 탈러 약 1800만 개를 발행했다.

## 같이 보기
- 은화
- 탈러
- 무역은